# Sušany
Sušany – wieś (obec) na Słowacji położona w kraju bańskobystrzyckim, w powiecie Poltár. Pierwsze wzmianki o miejscowości pochodzą z roku 1407.
Według danych z dnia 31 grudnia 2012, wieś zamieszkiwały 443 osoby, w tym 233 kobiety i 210 mężczyzn.
W 2001 roku rozkład populacji względem narodowości i przynależności etnicznej wyglądał następująco:
- Słowacy – 97,57%
- Czesi – 0,22%
- Węgrzy – 0,44%

Ze względu na wyznawaną religię struktura mieszkańców kształtowała się w 2001 roku następująco:
- Katolicy rzymscy – 83%
- Grekokatolicy – 0,22%
- Ewangelicy – 5,3%
- Ateiści – 6,18%
- Nie podano – 4,42%